# Чеховское благочиние
Чеховское благочиние (Чеховский благочиннический округ) — структурное подразделение Подольской епархии Русской православной церкви, организованное по территориальному признаку и объединяющее большую часть приходов в пределах муниципального округа Чехов Московской области. В настоящее время Чеховское благочиние включает в себя монастырь Вознесенскую Давидову пустынь, 34 приходских храма, 4 приписных храма, 3 больничных храма. В своих настоящих границах Чеховское благочиние Московской епархии географически соответствует городскому округу Чехов. Площадь округа составляет 86 538 га. Центральным храмом города Чехова и Чеховского благочиния является Церковь Зачатия праведной Анною Пресвятой Богородицы.

## История
Чеховское благочиние было образовано в 1991 году Указом Управляющего Московской епархией митрополита Крутицкого и Коломенского Ювеналия. До этого времени храмы Чеховского района относились к Серпуховскому церковному округу.

## Благочинные
- Игумен Иоанн (Фирсов) - с 1991 года по 1993 год[3];
- Протоиерей Константин Лебедев - с 1993 года по 2001 год[4];
- Архимандрит Герман (Хапугин) - с 2001 года по 2005 год[5];
- Епископ Роман (Гаврилов) - с 2005 года по 2007 год[6];
- Священник Александр Сербский - с 2007 года по 2015 год[7];
- Священник Константин Александров - с 2015 года по 2024.
- Священник Константин Семенов - с 2024 года по настоящее время.

## Храмы благочиния

### Мужской монастырь Вознесенская Давидова пустынь
- Вознесенский собор,
- Церковь Успения Пресвятой Богородицы,
- Никольская церковь,
- Знаменская церковь,
- Собор Всемилостивого Спаса,
- Храм Всех Святых,

#### Подворье монастыря в селеТалеж
- Храм Рождества Богородицы,
- Храм преподобного Давида.

### Приходские храмы
- Храм Зачатия праведною Анною Пресвятой Богородицы города Чехов
- Храм святителя Луки Симферопольского города Чехов (мкр. Венюково)
- Храм Иоанна Предтечи города Чехов
- Храм святителя Николая города Чехов (мкр. Ровки)
- Храм Рождества Пресвятой Богородицы села Васькино
- Храм Святой Троицы деревни Ваулово
- Храм Владимирской иконы Божьей Матери села Дубна
- Храм Всех Святых села Ивановское
- Храм великомученика Георгия Победоносца деревни Капустино
- Храм святителя Николая деревни Крюково
- Храм святителя Николая деревни Кулаково
- Храм Рождества Христова поселка Любучаны
- Храм Александра Невского села Мальцы
- Храм Рождества Христова села Мелихово
- Храм Покрова Пресвятой Богородицы села Мещерское
- Храм Воскресения Христова села Молоди
- Храм Тихвинской иконы Божьей Матери поселка Нерастанное
- Храм Успения Пресвятой Богородицы села Новоселки
- Храм Преображения Господня поселка Новый Быт
- Храм Спаса Нерукотворного села Прохорово
- Храм Рождества Христова села Сенино
- Храм иконы Божьей матери «Споручница грешных» села Скурыгино
- Храм Преображения Господня села Спас-Темня
- Храм Преображения Господня погоста Старый Спас
- Храм Матроны Московской поселка Столбовая
- Храм святителя Николая села Стремилово
- Храм Пресвятой Троицы села Троицкое
- Храм Архангела Михаила деревни Хлевино
- Храм мученика Иоанна Воина поселка Чернецкое
- Храм сорока Севастийских мучеников города Чехов-2
- Храм великомученика Георгия Победоносца пгт Чехов-3
- Храм Преображения Господня деревни Чудиново
- Храм иконы Божией Матери «Всех скорбящих Радость» поселка Шарапово
- Храм Грузинской иконы Божией Матери села Якшино

### Приписные храмы
- Крестильный Князь-Владимирский храм г. Чехов,
- Крестовоздвиженский храм с. Мелихово,
- Храм новомучеников Лопасненских г. Чехов,
- Иоанно-Предтеченский храм с. Хлевино;

### Больничные храмы
- Храм в честь иконы Божией Матери «Целительница» при 1-й центральной районной больнице,
- Сергиевский храм при МОПБ №5,
- Покровский храм села Мещерское, который находится на территории Московской областной психиатрической больницы им. Яковенко.

### Часовни и поклонные кресты
- Поклонный крест (Новый Быт)
- Поклонный крест (Офицерский посёлок)
- Поклонный крест (Луч)
- Поклонный крест (Чудиново)
- Поклонный крест (Хлевино)
- Часовня Георгия Победоносца (Красные орлы)
- Часовня Воскресения Христова (Волосово)